# Tiếng Aceh
Tiếng Aceh, hay tiếng Achin, là ngôn ngữ của người Aceh bản địa tại Aceh, Sumatra, Indonesia. Tiếng Aceh cũng được sử dụng tại những cộng đồng người Aceh ở Malaysia, chẳng hạn như tại Yan, Kedah.
Tiếng Aceh là thành viên của ngữ tộc Malay-Polynesia thuộc ngữ hệ Nam Đảo.

## Tên gọi
Trước năm 1988, "Acehnese" là cách viết tên tiếng Anh hiện đại và tiêu chuẩn thư tịch, và được người Aceh sử dụng khi viết bằng tiếng Anh.
"Atjehnese" là cách viết theo tiếng Hà Lan và trong tiếng Indonesia trước đây, và khi đó trong tiếng Anh dùng cách viết "Achinese".
Hiện nay trong tiếng Aceh tên ngôn ngữ được gọi là Basa/Bahsa Acèh. Trong tiếng Indonesia nó được gọi là "Bahasa Aceh".

## Phân loại
Tiếng Aceh thuộc về ngữ tộc Malay-Polynesia thuộc ngữ hệ Nam Đảo. Họ hàng gần nhất của tiếng Aceh là các ngôn ngữ Chăm khác, trong đó có tiếng Chăm được sử dụng ở Việt Nam. Họ hàng gần nhất của nhóm ngôn ngữ Chăm là nhóm ngôn ngữ Malay, trong đó bao gồm các ngôn ngữ nói ở Sumatra như tiếng Gayo, các ngôn ngữ Batak, tiếng Minangkabau, cũng như ngôn ngữ quốc gia của Indonesia.
Paul Sidwell lưu ý rằng tiếng Aceh có thể có một lớp "chất nền" ngôn ngữ Nam Á.

## Âm vị học
Các nguyên âm đơn trong tiếng Aceh:
| Đóng     | i | ɨ~ɯ | u |
| Nửa đóng | e | ə   | o |
| Nửa mở   | ɛ | ʌ   | ɔ |
| Mở       |   | a   |   |

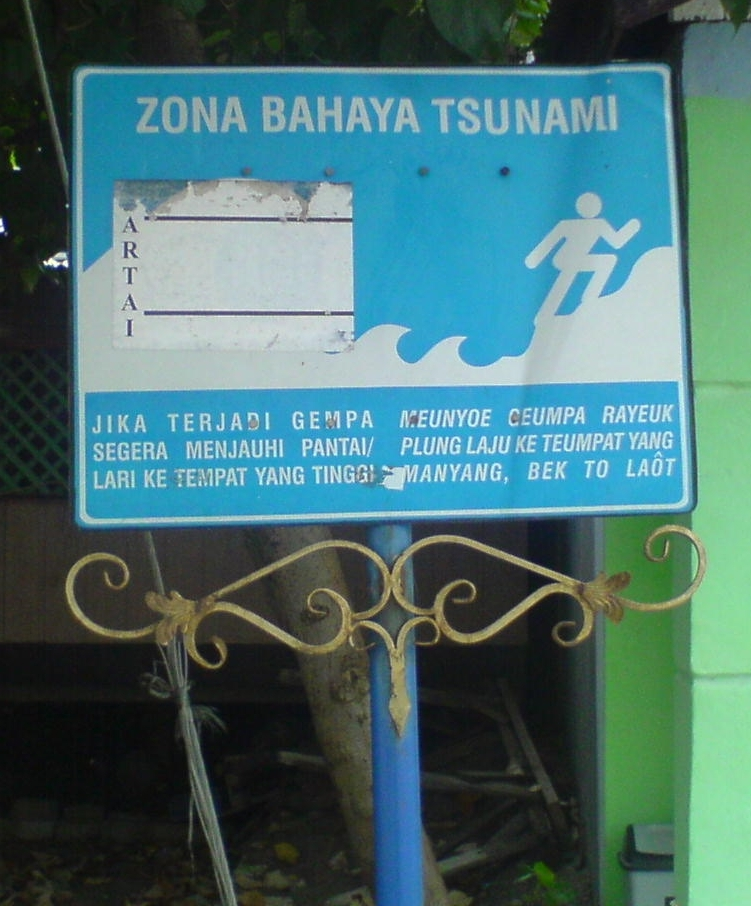
Biển cảnh cáo sóng thần viết bằng tiếng Indonesia và tiếng Aceh.

Ngoài 26 ký tự Latinh cơ bản, bảng chữ cái tiếng Aceh còn dùng các ký tự è, é, ë, ô, và ö, tổng cộng 31 ký tự.

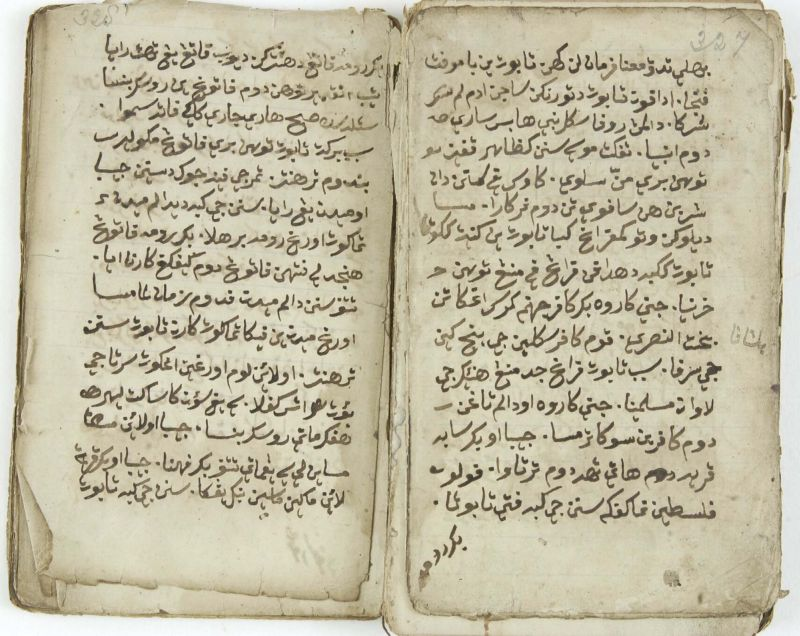
Hikayat Prang Sabi

Hệ thống phụ âm tiếng Aceh:
|                 | Môi | Môi | Môi- răng | Môi- răng | Chân răng | Chân răng | Sau chân răng | Sau chân răng | Vòm | Vòm | Ngạc mềm | Ngạc mềm | Thanh hầu | Thanh hầu |
| --------------- | --- | --- | --------- | --------- | --------- | --------- | ------------- | ------------- | --- | --- | -------- | -------- | --------- | --------- |
| Tắc             | p   | b   |           |           | t         | d         |               |               | c   | ɟ   | k        | ɡ        | ʔ         |           |
| Mũi             |     | m   |           |           |           | n         |               |               |     | ɲ   |          | ŋ        |           |           |
| Mũi thả tắc sau |     | mᵇ  |           |           |           | nᵈ        |               |               |     | ɲᶡ  |          | ŋᶢ       |           |           |
| Rung            |     |     |           |           |           | r         |               |               |     |     |          |          |           |           |
| Xát             |     |     | f         |           | s         | z         | ʃ             |               |     |     |          |          | h         |           |
| Tiếp cận (Cạnh) |     |     |           |           |           |           |               |               |     | j   |          | w        |           |           |
| Tiếp cận (Cạnh) |     |     |           |           | l         |           |               |               |     |     |          |          |           |           |